# Choiseul River
Der Choiseul River ist ein Fluss an der Südküste der Karibikinsel St. Lucia.

## Geographie
Der Fluss entspringt im Hochland des Quarters Choiseul und verläuft in südlicher Richtung. Er passiert und teilt den Ort Choiseul in zwei Siedlungen, die sich auf den Anhöhen über dem Fluss erstrecken. Er mündet bald in den Atlantik.
Die benachbarten Flüsse sind der Trou Barbet River im Westen von Choiseul und der Doree River im Osten.